# Kakkabe

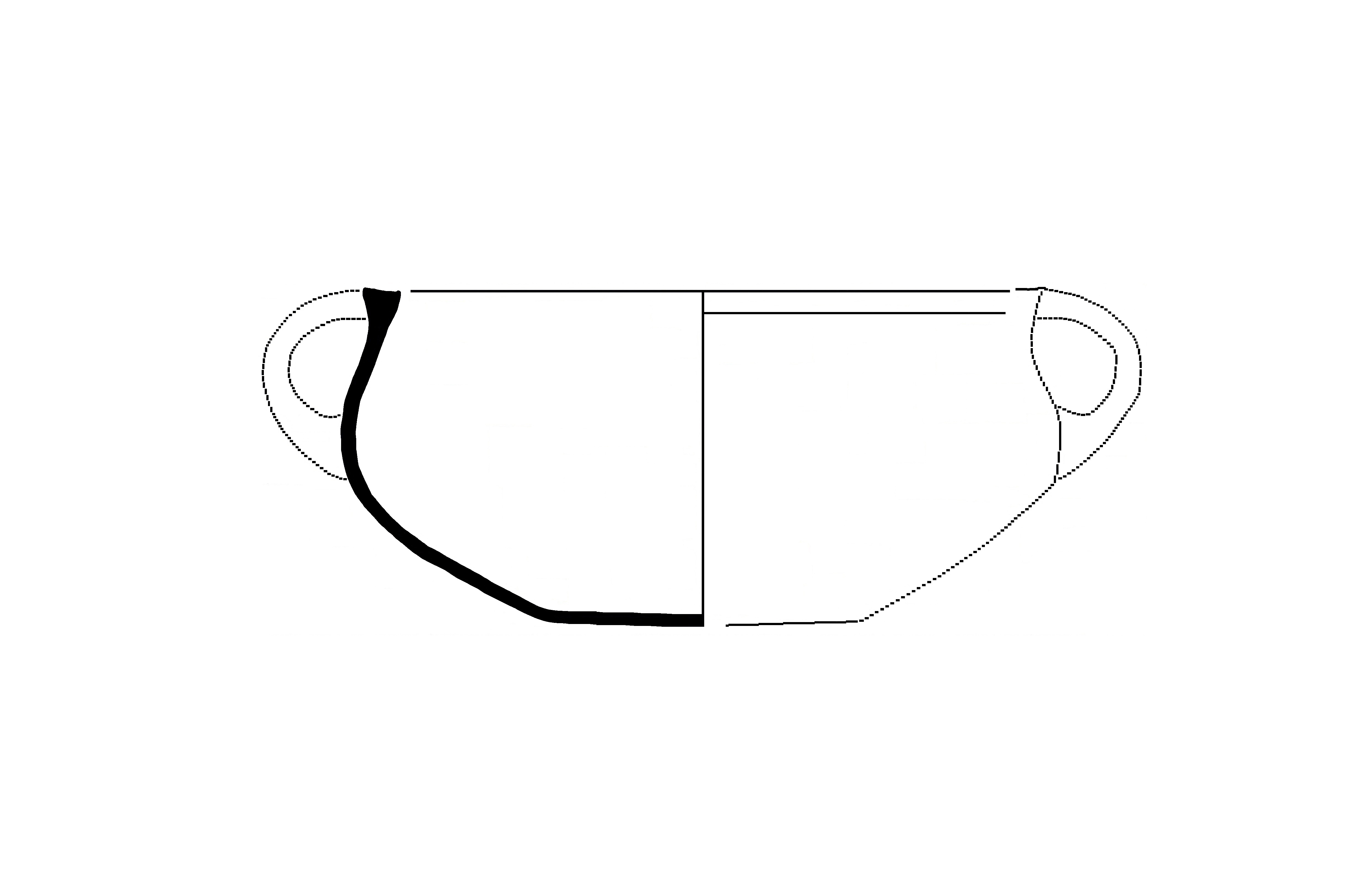
Kakkabe

Als Kakkabe (altgriechisch κακκάβη kakkábē) wird in der klassischen Archäologie eine Form antiker griechischer Keramik bezeichnet.
Die Kakkabe war ein wannenähnliches Kochgeschirr. Es ist heute nicht mehr genau bekannt, wie es genau aussah oder um welche Art Artefakt es sich dabei handelt. Bekannt ist die Form nur aus der schriftlichen Überlieferung bei Athenaios. Er verwendet die Bezeichnung dort analog zum Begriff Chytra, jedoch anders als diese Bezeichnung findet der Begriff Kakkabe keine moderne Verwendung in der Forschung.